# 竹原ひろみ
竹原 ひろみ（たけはら ひろみ、1958年4月21日 -  ）は、ものまねタレント。本名：川口 吉広（かわぐち よしひろ）。旧名：竹原 ヒロミ。熊本県阿蘇郡阿蘇町（現・阿蘇市）出身。竹原ひろみ音楽事務所所属。

## 来歴・人物
福岡県北九州市に個人事務所を構え全国で芸能活動を行う。郷ひろみのそっくりさんとして知られ、芸名も郷ひろみの本名（原武裕美）に因んでいる。

## プロフィール
- 血液型…A型
- 趣味…ゴルフ・陸上競技・書道・音楽鑑賞
- 資格…電気・ガス溶接技師

## 主な出演
- 夕やけニャンニャン（フジテレビ）
- 全日本ものまね大賞（フジテレビ）
- ものまね王座決定戦（フジテレビ）
- 森田一義アワー 笑っていいとも!（フジテレビ）
- めちゃ×2モテたいッ!（フジテレビ）
- 爆笑そっくりものまね紅白歌合戦スペシャル（フジテレビ）
- ものまねバトル（日本テレビ）
- アッコにおまかせ! (TBS)
- 上岡龍太郎がズバリ! (TBS)
- 天才・たけしの元気が出るテレビ!!（日本テレビ）
- ルックルックこんにちは（日本テレビ）

## CM
- ベスト電器
- 山賊鍋